# 1970 en els vols espacials
Aquest article és una llista d'esdeveniments de vols espacials relacionats que es van produir el 1970. En aquest any es van veure els primers llançaments de coets i satèl·lits del Japó i la Xina. Es va llançar l'Apollo 13; després de patir una explosió en l'espai profund obligant a circumnavegar la Lluna i utilitzar el LM com a cambra salvavides. L'Apollo 13 va ser un desastre però la tripulada va sobreviure. El programa espacial soviètic va llançar astromòbils lunars coneguts com a programa Lunokhod tot i que aquesta gesta en la tecnologia no es va reproduir de nou fins a l'astromòbil Sojouner de la NASA sobre Mart el 1997. També es va continuar l'èxit de les sondes a Venus amb el Venera 7 en què va esdevenir la primera nau espacial feta per l'home que va aterrar amb èxit en un altre planeta i va transmetre dades de tornada a la Terra on va sobreviure 23 minuts sobre la superfície abans de ser aixafat.

## Llançaments
| Data/Hora Llançament     | Coet                | Zona Llançament                            | Contractista del Llançament | Càrrega               | Operador    | Òrbita                                                | Funció/ Missió                         | Reentrada/ Destrucció        | Resultat | Comentaris |
| ------------------------ | ------------------- | ------------------------------------------ | --------------------------- | --------------------- | ----------- | ----------------------------------------------------- | -------------------------------------- | ---------------------------- | -------- | --- |
| 11 de febrer GMT         | Lambda-4S           | Kagoshima                                  | Japó                        | Osumi                 | Tokyo univ. | LEO                                                   | Tecnologia                             | 2 d'agost de 2003            | Reeixit  | Primer satèl·lit llançat pel Japó                                                                                       |
| 3 de març 21:15 GMT      | Black Arrow         | Woomera                                    | RAE                         | (cap)                 | N/A         | N/A                                                   | Prova de LV                            | N/A                          | Reeixit  | |
| 11 d'abril 19:13 GMT     | Saturn V (C-5)      | LC-39A, Kennedy                            | NASA                        | Apollo 13 CSM Odyssey | NASA        | Destinat: Òrbita lunar Actual: Retorn lliure lunar    | òrbita lunar tripulada                 | 15 d'abril de 1970           | Error    | Explosió en el Mòdul de servei paralitzant la nau espacial, donant lloc a avortar la missió.                            |
| 11 d'abril 19:13 GMT     | Saturn V (C-5)      | LC-39A, Kennedy                            | NASA                        | Apollo 13 LM Aquarius | NASA        | Destinat: Aterratge lunar Actual: Retorn lliure lunar | Aterratge lunar tripulat               | 15 d'abril de 1970           | Error    | Missió avortada a causa d'un mal funcionament en el CSM. El LM s'utilitza per ajudar a tornar la tripulació a la Terra. |
| 24 d'abril               | Coet Llarga Marxa 1 | North West Jiuquan Satellite Launch Center | PRC                         | Dong Fang Hong I      | PRC         | LEO                                                   | Prova de satèl·lit                     | Desconegut                   | Reeixit  | Primer satèl·lit llançat per la Xina                                                                                    |
| 1 de juny 19:00 GMT      | Soyuz (R-7/A-2)     | LC-1/5, Baikonur                           | RVSN                        | Soiuz 9 2 Cosmonauts  | RVSN        | LEO                                                   | Vol espacial orbital tripulat          | June 19, 1970 11:58 GMT      | Reeixit  | Vol tripulat més llarg que implica només una nau espacial. (Fins al 09/06/06)                                           |
| 1 de juny 19:00 GMT      | Black Arrow         | Woomera                                    | RAE                         | Orba                  | RAE         | LEO                                                   | Satèl·lit detector de micrometeoroides | 19 de juny de 1970 11:58 GMT | Error    | Primer intent britànic per llançar un satèl·lit. Es va fallar en assolir l'òrbita després d'un error en la 2a etapa.    |
| 12 de desembre 10:54 GMT | Scout B             | San Marco mobile range, Kenya              | CRA                         | Uhuru                 | NASA        | LEO                                                   | Astronomia de raigs X                  | Encara en òrbita             | Reeixit  | Primer satèl·lit dedicat a l'astronomia de raigs X.                                                                     |

## Encontres espacials
- 15 d'abril — L'Apollo 13 realitza un sobrevol lunar a 254 km (missió de retorn de mostres)
- 20 de setembre — Luna 16, 100g de Mare Fecunditatis (missió de retorn de mostres)
- 24 d'octubre — Vol circumlunar Zond 8 a la Lluna (1.110 km)
- 17 de novembre — Luna 17 va alliberar el Lunokhod 1 a Mare Imbrium
- 15 de desembre — La sonda atmosfèrica Venera 7 va funcionar 23 minuts en la superfícia venusiana